# Kalifornium
Kalifornium (chemická značka Cf, latinsky Californium) je desátý člen řady aktinoidů, šestý transuran, silně radioaktivní kovový prvek, připravovaný uměle ozařováním jader curia, který se v přírodě nevyskytuje.
Pro kalifornium za běžného tlaku existují tři krystalické formy: jedna nad a jedna pod 900 °C (1650 °F). Třetí forma existuje při vysokém tlaku. Kalifornium se na vzduchu při pokojové teplotě pokrývá vrstvou oxidu. Sloučeninám kalifornia dominuje oxidační stav +3. Nejstabilnějším z dvaceti známých izotopů kalifornia je kalifornium-251, jehož poločas rozpadu je 898 let. Tento krátký poločas znamená, že se prvek v zemské kůře nenachází ve významném množství. Kalifornium-252, s poločasem rozpadu asi 2,645 let, je pozorován emisní spektroskopií u zbytků supernov, z čehož lze opatrně hypoteticky usoudit, že exploze supernovy je vždy vyvolána nahromaděním kritického poměru štěpného materiálu právě 252Cf. Zároveň je nejběžnějším izotopem kalifornia vytvořeným člověkem a vyrábí se v národním parku Oak Ridge National. Laboratoř ve Spojených státech a Výzkumný ústav atomových reaktorů v Rusku.
Kalifornium je jedním z mála transuranů, které mají praktické využití. Většina z těchto aplikací využívá schopnosti určitých izotopů kalifornia k emisi neutronů. Kalifornium lze použít například k nastartování jaderných reaktorů a používá se jako zdroj neutronů při studiu materiálů pomocí neutronové difrakce a neutronové spektroskopie. Kalifornium lze také použít pro jadernou syntézu těžších prvků; oganesson byl syntetizován bombardováním izotopu kalifornia-249 ionty vápníku-48. Při práci s kaliforniem je nutno dbát na dostatečnou ochranu, protože má schopnost narušit tvorbu červených krvinek bioakumulací v kosterní tkáni.

## Fyzikálně-chemické vlastnosti
Kalifornium je stříbřitě bílý aktinidový kov s bodem tání 900 ± 30 °C (1 650 ± 50 °F) a odhadovanou teplotou varu 1 745 K (1 470 °C; 2 680 °F). Čistý kov je tvárný a lze ho snadno řezat žiletkou. Ve vakuu se kalifornium začne odpařovat nad teplotou 300 °C. Pod 51 K (−222 °C; −368 °F) je buď feromagnetický nebo ferimagnetický (chová se jako magnet), mezi 48 a 66 K je antiferomagnetický (mezilehlý stav) a nad 160 K (−113 °C; −172 °F) je paramagnetický (vnější magnetické pole jej může učinit magnetickým). Vytváří slitiny s kovy lanthanoidů, ale o výsledných materiálech je známo jen málo.
Prvek má při standardním atmosférickém tlaku dvě krystalické formy: dvojitě hexagonální uzavřenou formu nazvanou alfa (α) a kubickou formu zaměřenou na označenou beta (β). Forma α existuje pod 600–800 °C s hustotou 15,10 g / cm³ a forma β existuje nad 600–800 °C s hustotou 8,74 g / cm³. Při tlaku 48 GPa se forma β mění na orthorombický krystalický systém v důsledku delokalizace atomů 5f elektronů, což je uvolňuje k vazbě.
Sypný modul materiálu je měřítkem jeho odolnosti vůči rovnoměrnému tlaku. U kalifornia je objemový modul 50 ± 5 GPa, což je podobné trojmocným kovům lanthanoidu, ale menší než užívanější kovy, jako je hliník (70 GPa).

## Historie
Kalifornium bylo poprvé připraveno 17. března 1950 bombardováním izotopu curia 242Cm částicemi α v cyklotronu jaderné laboratoře kalifornské univerzity v Berkeley. Vznikl tak izotop 245Cf s poločasem rozpadu 44 minut. Za jeho objevitele jsou označováni Glenn T. Seaborg, Stanley G. Thompson a Albert Ghiorso, kteří jej pojmenovali podle federálního státu USA, Kalifornie, v němž bylo poprvé syntetizováno.
 242
96 Cm +  4
2 He →  245
98 Cf +  1
0 n

## Izotopy
Je známo 20 izotopů kalifornia, z nichž jsou nejstabilnější 251Cf s poločasem přeměny 898 let, 249Cf s poločasem 351 let a 250Cf s poločasem 13 let. Všechny zbývající radioaktivní izotopy mají poločas přeměny menší než 3 roky.

## Využití
Praktické využití nachází kalifornium především jako silný zdroj neutronů.
- Kalifornium slouží pro nastartování řetězové reakce v jaderném reaktoru při jeho prvním uvádění do provozu.
- V lékařství je kalifornium používáno pro ozařování rakovinných nádorů.
- Při kontrole vad materiálů je kalifornium zdrojem stabilního neutronového toku, který po průchodu testovaným materiálem (součásti letadel, turbíny, tlakové nádoby) poskytuje informaci o možných skrytých vadách jako trhliny, zlomy, oslabená místa a podobně.